# زاگوریتسا (صربستان)
زاگوریتسا (به صربی: Zagorica) یک منطقهٔ مسکونی در صربستان است که در توپولا واقع شده‌است.